# Francesc Maspons i Anglasell
Francesc de Paula Maspons i Anglasell (Barcelona, 22 de juliol de 1872 - Bigues, Vallès Oriental, 26 de novembre de 1966) fou un jurista català, fill de Francesc de Sales Maspons i Labrós. Es llicencià en dret a la Universitat de Barcelona i el 1897 obtingué la càtedra de dret civil a la Universitat d'Oñati, a Guipúscoa. S'especialitzà en dret català, del 1918 al 1920 fou elegit president de l'Acadèmia de Jurisprudència i Legislació de Catalunya i treballà com en l'Oficina d'Estudis Jurídics de la Mancomunitat de Catalunya, des d'on defensà el dret català. Del 1925 al 1931 també fou president del Centre Excursionista de Catalunya i el 1930 el primer president de la Federació d'Entitats Excursionistes de Catalunya.
També fou membre comitè assessor de les minories nacionals de la Societat de Nacions i vicepresident del comitè executiu del Congrés de Nacionalitats Minoritàries (1931) i president de l'Association Internationale pour l'Étude des Droits des Minorités de la Haia. El 1951 fou un dels fundadors de la Societat Catalana d'Economia, que presidí del 1955 al 1958. També fou membre d'honor de l'Academia de Jurisprudencia y Legislación de Madrid i de la Comissió Codificadora del Dret Català.

## Obres
- Miquel Grau (1894), novel·la
- Carta al señor Felipe Bertrán y de Amat acerca del régimen jurídico de Cataluña (1895)
- Nostre dret familiar segons els autors clàssics Fontanella, Càncer, Comes, Mieres, Ferrer, etc (1899)
- Qüestions civils estudiades segons nostre dret per Lluís de Peguera (1913)
- Institucions de dret català (1921)
- Texts de dret català antic (1922)
- Col·lecció documentada de les sentències del tribunal suprem referides a Catalunya. Any 1860 a 1863 (1926-27)
- El testament parroquial (1927)
- L'esperit del dret públic català (1932)
- La llei de la família catalana (1935)
- El règim successori català (1938)
- Les minories nacionals i la Societat de Nacions. Punt de vista català sobre el procediment de protecció de les minories nacionals (1929)
- Tornat de Ginebra (1929)
- Estatut interior de Catalunya. Vot particular (1932)
- L'aplicació de l'Estatut de Catalunya (1932)
- La Generalitat de Catalunya i la República Espanyola (1932)
- El dret canònic, primer supletori català (1956)